# Nouvelle Vague (2025)
Nouvelle Vague ist ein Filmdrama von Richard Linklater. Der Film mit Zoey Deutch in der Hauptrolle als die US-Schauspielerin Jean Seberg erzählt die Geschichte von der Entstehung des Films Außer Atem von Jean-Luc Godard, einem Klassiker der titelgebenden Nouvelle Vague. Der Film feierte im Mai 2025 bei den Internationalen Filmfestspielen in Cannes seine Premiere und soll Anfang Oktober 2025 in die französischen Kinos kommen. Der Kinostart in Deutschland ist im März 2026 geplant.

## Handlung
Der Film erzählt die Entstehungsgeschichte von Jean-Luc Godards Kultfilm Außer Atem aus dem Jahr 1960 mit Jean-Paul Belmondo und Jean Seberg nach, der als Klassiker des französischen Kinos und der Nouvelle Vague gilt.
Im Vorfeld der Dreharbeiten erhält Godard weise Ratschläge von Roberto Rossellini.

## Produktion

### Regie, Drehbuch und Filmschnitt
Regie führte Richard Linklater, der gemeinsam mit Holly Gent, Laetitia Masson, Vincent Palmo Jr. und Michèle Pétin auch das Drehbuch schrieb. Linklater tritt gemeinsam mit Mike Blizzard und John Sloss auch als Produzent des Films in Erscheinung. Es handelt sich bei Nouvelle Vague um den ersten rein französischsprachigen Film von Linklater. Zu den bekanntesten Arbeiten des US-amerikanischen Regisseurs zählen School of Rock, Boyhood, die Filme der „Before“-Trilogie, der Animationsfilm Apollo 10 ½: Eine Kindheit im Weltraumzeitalter  und die Action-Komödie A Killer Romance.
Filmeditorin Catherine Schwartz war zuletzt für Filme wie Reif für die Insel von Marc Fitoussi und Vivre, mourir, renaître von Gaël Morel tätig.

### Besetzung, Rollen und Dreharbeiten

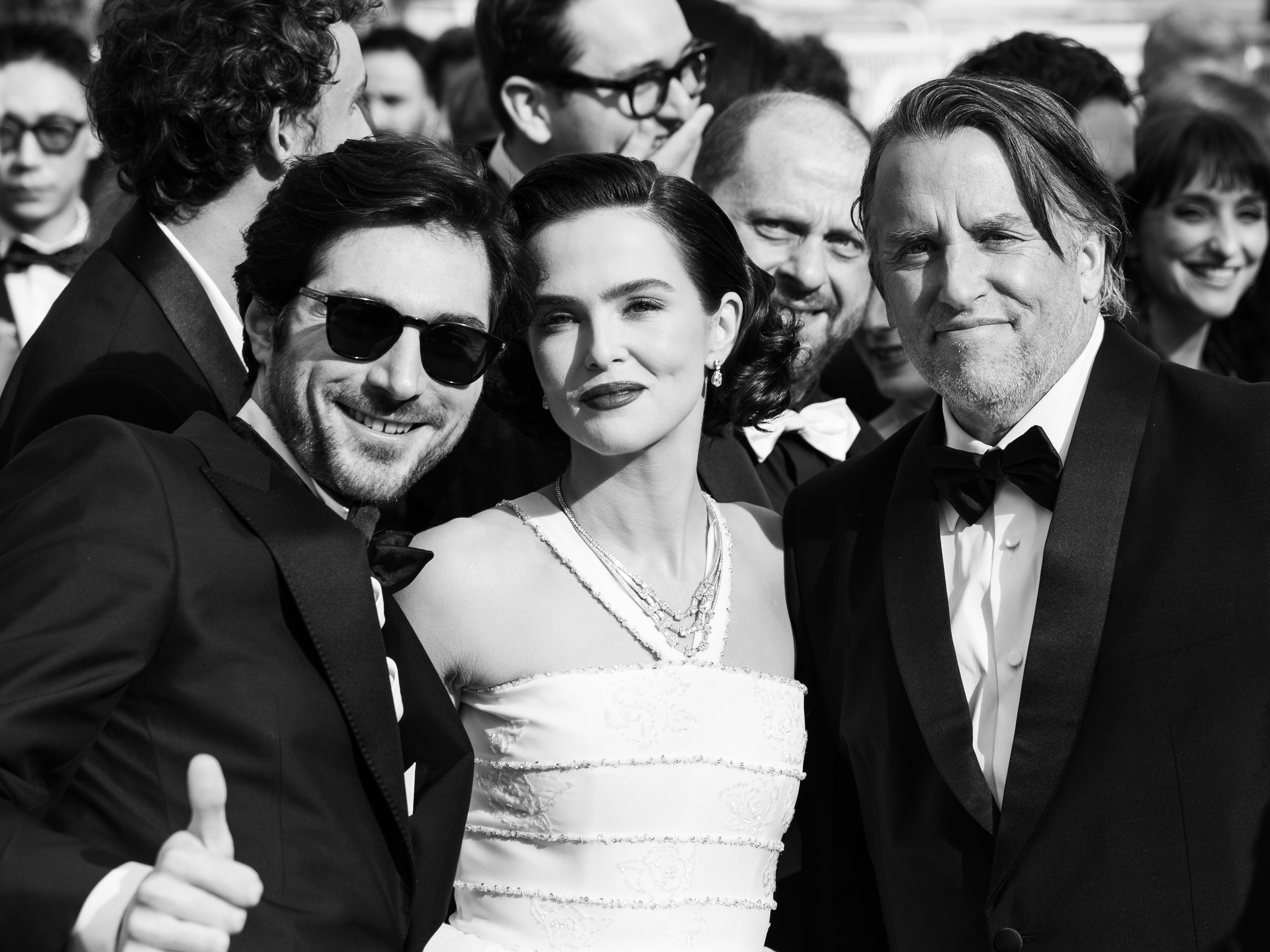
Die Schauspieler Guillaume Marbeck und Zoey Deutch und Regisseur Richard Linklater bei der Premiere des Films im Mai 2025 in Cannes

Zoey Deutch ist in der Rolle der US-Schauspielerin Jean Seberg zu sehen, die in Außer Atem die weibliche Hauptrolle übernommen hatte. Aubry Dullin ist in der Rolle von Jean-Paul Belmondo zu sehen, der in dem Film den Kleinkriminellen Michel spielte. Paolo Luka Noé spielt François Moreuil, mit dem Seberg während der Dreharbeiten zu Außer Atem verheiratet war, Guillaume Marbeck den Regisseur des Films Jean-Luc Godard und Matthieu Penchinat dessen Kameramann Raoul Coutard. Niko Ravel spielt den Schauspieler Michel Fabre, der in Außer Atem in der Rolle von Inspektor Vitals Assistent zu sehen war. Benjamin Clery und Adrien Rouyard spielen die Filmregisseure Pierre Rissient und François Truffaut und Alix Bénézech die französische Chansonsängerin Juliette Gréco. Jodie Ruth-Forest ist in der Rolle der Drehbuchautorin Suzanne Schiffman zu sehen, die regelmäßig mit Truffaut arbeitete. Roxane Rivière spielt die französische Filmemacherin Agnès Varda, die als „Grande Dame der Nouvelle Vague“ bezeichnet wurde, und Laurent Mothe ihren italienischen Kollegen Roberto Rossellini. Auch der von Antoine Besson gespielte Filmregisseur Claude Chabrol und der von Bruno Dreyfürst gespielte Filmproduzent Georges de Beauregard gelten als Wegbereiter der Nouvelle Vague. Côme Thieulin ist in der Rolle des französischen Film- und Theaterregisseurs Éric Rohmer zu sehen. Jean-Jacques Le Vessier spielt den französischen Schriftsteller, Filmregisseur und Maler Jean Cocteau. Blaise Pettebone ist in der Rolle des französischen Schriftstellers und Journalisten Marc Pierret zu sehen. Benoît Bouthors spielt den Kameramann Claude Beausoleil.
Die Dreharbeiten fanden von März bis Mai 2024 in Paris statt. Als Kameramann fungierte David Chambille, der zuletzt für die Filme France und Das Imperium von Bruno Dumont und Vivre, mourir, renaître von Gaël Morel tätig war. Wie Außer Atem wurde auch Nouvelle Vague in Schwarzweiß gedreht.

### Marketing und Veröffentlichung
Die Premiere des Films war am 17. Mai 2025 bei den Internationalen Filmfestspielen in Cannes, wo er im Wettbewerb um die Goldene Palme konkurrierte. Dort stellte Goodfellas Nouvelle Vague auch beim Marché du film vor. Der erste Trailer wurde kurz vor der Premiere veröffentlicht. Der Kinostart in Frankreich ist am 8. Oktober 2025 geplant. Im Nachgang der Filmfestspiele sicherte sich Netflix die Rechte. Den Kinoverleih in Deutschland übernahm Plaion. Anfang Juli 2025 erfolgten Vorstellungen beim Filmfest München.  Im Juli 2025 wurde er bei Nowe Horyzonty und im August 2025 beim Melbourne International Film Festival gezeigt. Ab Mitte August 2025 wird er beim norwegischen Filmfestival in Haugesund vorgestellt. Am 12. März 2026 soll der Film in die deutschen Kinos kommen.

## Rezeption

### Kritiken
Von den bei Rotten Tomatoes aufgeführten Kritiken sind 83 Prozent positiv. Bei Metacritic erhielt der Film einen Metascore von 71 von 100 möglichen Punkten.
Thomas Schultze schreibt in seiner Kritik, für Nouvelle Vague sei mehr als von Kameramann David Chambille nur das Schwarzweiß von Außer Atem nachempfunden worden, das Material wurde auch so manipuliert, dass man glaube eine alte Filmkopie von damals zu sehen, inklusive der Übergangsmarker für die einzelnen Akte. Richard Linklaters Film sei ein feuchter Traum für jeden Filmgeek, jede Einzelheit in Kostüm und Ausstattung stimme und sei stimmig. Der Schauspieler Guillaume Marbeck sei eine echte Entdeckung, und der Regisseur lasse ihn ausufernde Vorträge über das Wesen des Kinos halten und stets seine Verachtung für Konventionen und heroischen Kampf gegen die Produzenten und Geldgeber wie ein Schild vor sich hertragen. Man liebe diesen Mann bedingungslos, und man sehe mit wachsendem Entzücken zu, wie sein Film entsteht mitten auf den Straßen von Paris. Der Film sei angefüllt mit Bonmots und Zitaten, berauschenden Momenten und einer wachsenden Anzahl von Mitstreitern, viele von ihnen Legenden der Filmgeschichte. Nouvelle Vague gelinge die Quadratur des Kreises, und wie schon die beiden völlig anderen Linklater-Filme davor, Hitman und Blue Moon, sei auch diese Arbeit ein Crowdpleaser, ein großes Vergnügen, das sein Publikum immer einlade, an seiner Seite dabei zu sein, wie Geschichte geschrieben wird. Man wolle Nouvelle Vague sofort wieder sehen und Außer Atem gleich mit.

### Auszeichnungen
Filmfest München 2025
- Nominierung im Wettbewerb CineMasters[12]

Internationale Filmfestspiele von Cannes 2025
- Nominierung für die Goldene Palme (Richard Linklater)